# Markus Gattinger
Markus Gattinger (auch Marcus Gattinger; * 29. März 1713 in Ostersee bei Iffeldorf; † 7. August 1753 in Würzburg) war ein bayerischer Schlosser und Kunstschmied.

## Leben
Markus Gattinger wurde als achtes Kind der bäuerlichen Eheleute Matthias und Anastasia Gattinger geboren. Für seinen fünftgeborenen Sohn sah der Vater wohl nur geringe Chancen im heimischen Iffeldorf und schickte ihn deshalb in die Lehre als Kunstschmied. Wo er seine Lehrzeit absolvierte, ist unbekannt, als Geselle arbeitete er jedoch in Krems und später in Wien unter Johann Georg Oegg, der im Dienst des Prinzen Eugen stand. Gattinger begleitete Oegg 1733 nach Würzburg, um an der Residenz des Fürstbischofs Friedrich Karl weitere Ausbauarbeiten vorzunehmen. Nach acht Jahren Arbeit in Würzburg heiratete Gattinger 1741 Eva Rosinna Seewald, die Witwe des Schlossermeisters des Domkapitels Würzburg, dessen Werkstatt er dabei übernahm. Durch die Heirat der Witwe des Meisters ergab sich für ihn die Möglichkeit, selbst Meister zu werden, was nach der damaligen Zunftordnung ein schwieriges Unterfangen war. Außerdem wurde er Familienvater von sieben Kindern und Herr einer der angesehensten Werkstätten Würzburgs.
Gattingers Meisterstück in Form einer Eisentruhe mit 18 Riegeln wurde von der Prüfungskommission zunächst nicht anerkannt, nachdem er sich aber bei Hofe beschwert hatte, wurde entschieden, dass das Meisterstück ohne Anstände anzuerkennen sei. Am 17. April 1742 wurde Markus Gattinger zum Meister ernannt.
Am 7. August 1753 starb Gattinger 40-jährig in Würzburg, wo heute die Gattingerstraße an ihn erinnert.

## Werke

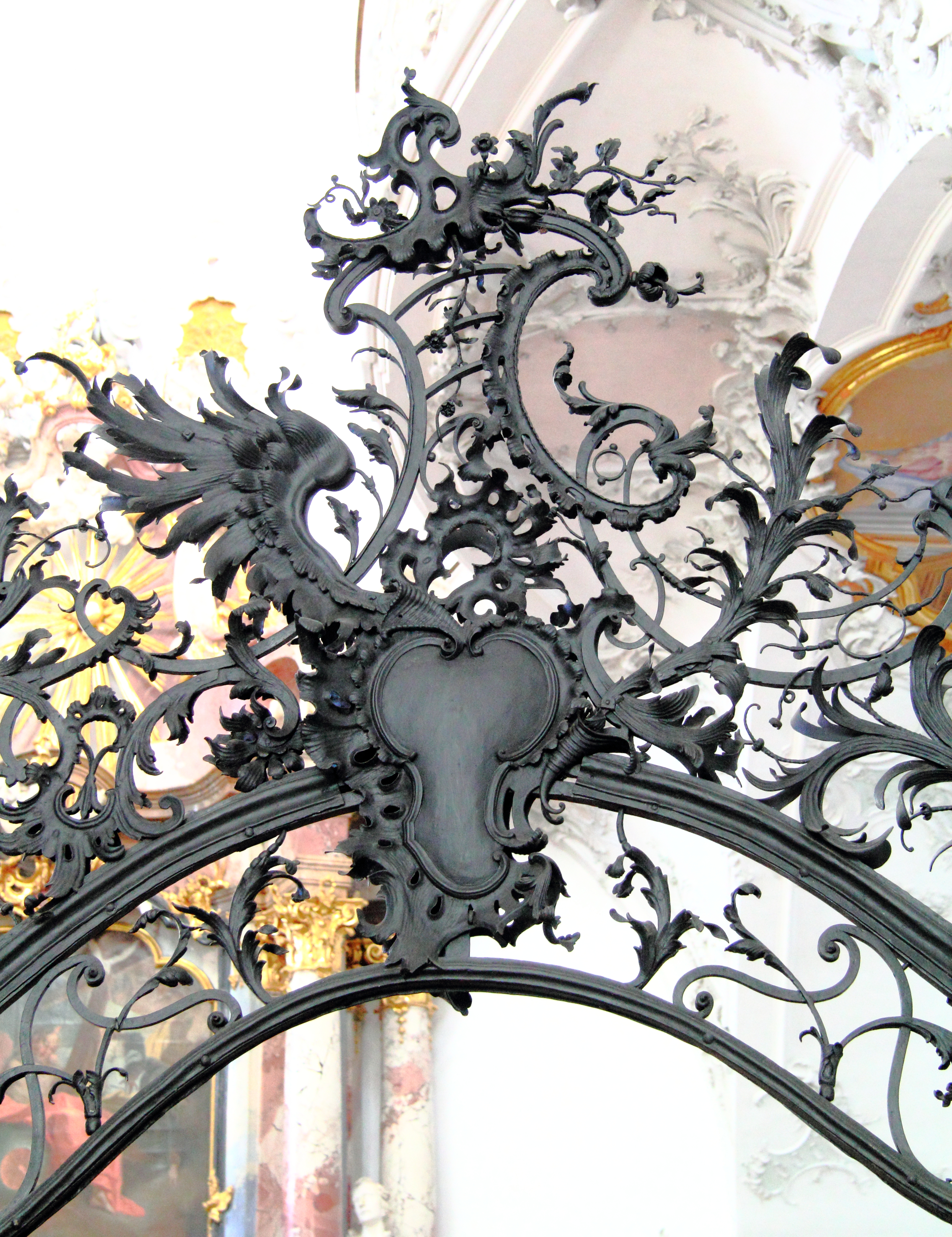
Chorgitter in der Abteikirche Amorbach (Detail)

Die erste nachweislich von Gattinger stammende Arbeit ist das Chorgitter in der Abteikirche von Amorbach, an dem er von 1749 bis 1750 arbeitete.
Um 1750 fertigte er ein schmiedeeisernes Sprechzimmergitter für das Ursulinenkloster Würzburg.
Sein Hauptwerk ist das Abschlussgitter im Würzburger Dom, das Gattinger mit sieben Gesellen zwischen 1750 und 1752 fertigte und das als das bedeutendste seiner Art in ganz Franken gilt. Heute ist es am Westeingang des Doms aufgestellt.

Abschlussgitter im Würzburger Dom (um 1910)
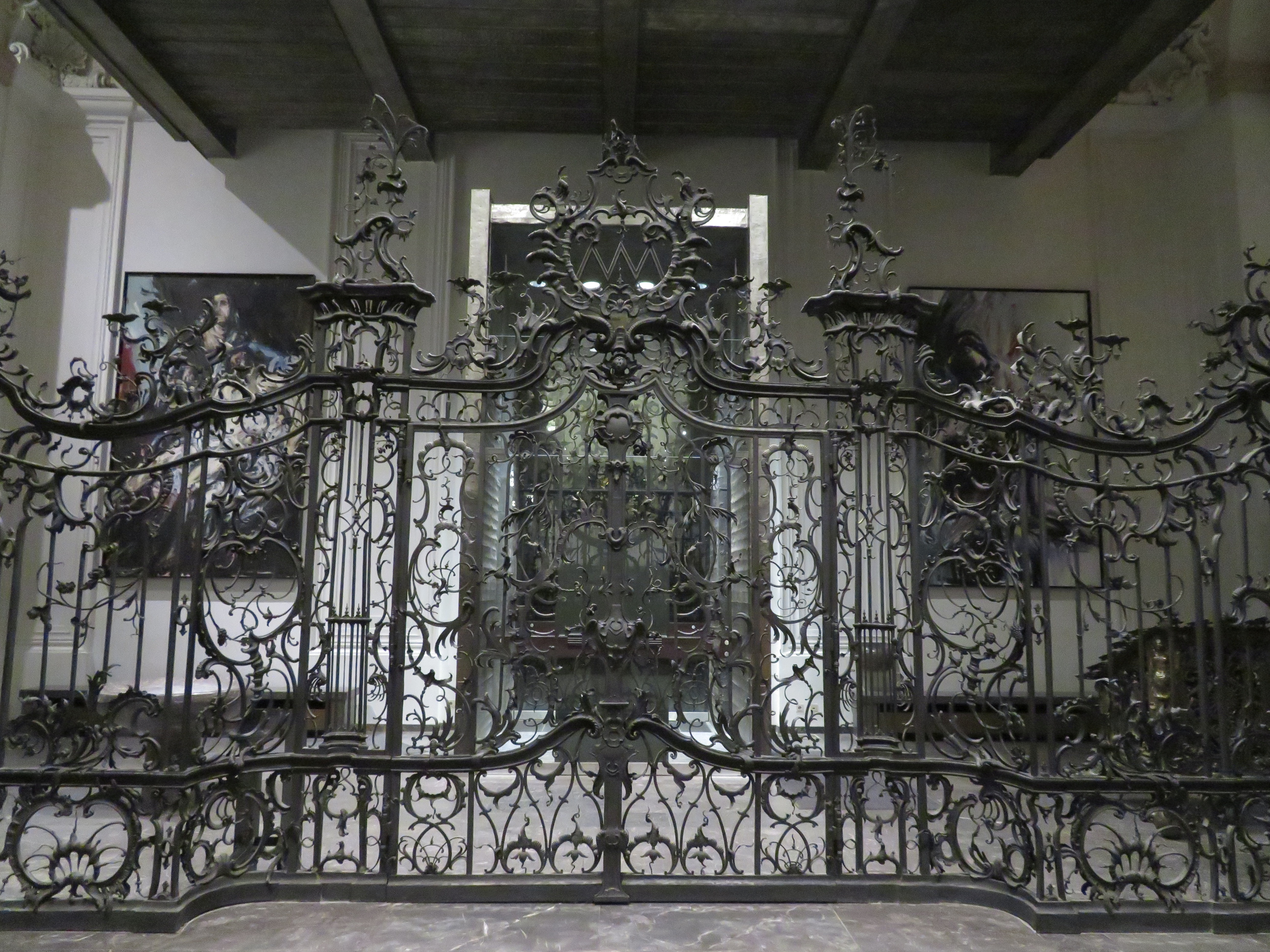
Abschlussgitter am Westeingang des Kiliansdoms (2019)